# Attilio Vigevano
Attilio Vigevano (Turbigo, 1874 – Roma, 1927) è stato un militare italiano.

## Biografia
Nato a Turbigo il 5.2.1874, a quei tempi, un piccolo paese agricolo sulle sponde del fiume Ticino. 
Sottotenente degli alpini nel 1893, dopo aver frequentato la Scuola di Guerra, entra nel Corpo di Stato Maggiore. Partecipa alla Campagna d'Africa Orientale del 1896. Successivamente, è chiamato ad insegnare storia militare all'Accademia Militare di Modena. 
Nel 1911 partecipa alla Guerra italo-turca, cui segue un nuovo periodo di studi all'Ufficio Storico dello Stato Maggiore dell'Esercito. Con la prima guerra mondiale è assegnato al 7º Reggimento Alpini e affina la sua competenza in materia di intelligence: è infatti alla guida dell'Ufficio Informazioni Truppe Operanti (ITO) della 4ª Armata, di stanza a Belluno, con competenza sul Trentino e sul Tirolo.
Segue il comando del 39º Reggimento di fanteria cecoslovacco, formato da disertori dell'esercito austro-ungarico. Nel 1919 il capitano Vigevano viene inviato in Carinzia, quale Capo dell’Ufficio Informazioni, e ci rimarrà fino al 01.02.1921.
Con il grado di colonnello, è dal febbraio 1921 alla guida del Servizio Informazioni dello Stato Maggiore. Vigevano è dall'ottobre 1925 all'aprile 1926 il primo direttore del Servizio Informazioni Militare e a lui si deve l'impostazione organizzativa dello stesso istituto. Ma decide di andare in congedo poco dopo, nei mesi che seguono al siluramento da parte di Mussolini del ministro della Guerra, il generale Antonino Di Giorgio.
Il capo del SIM ha la responsabilità oggettiva di aver permesso, su ordine di Di Giorgio, la costituzione di un servizio di intercettazioni telefoniche. Le registrazioni, ad opera del maggiore dei carabinieri Calleri, riguardano alti ufficiali delle Forze Armate ed esponenti del regime. 
Vigevano muore un anno dopo a Roma, a causa di problemi cardiaci. Il primo direttore dei servizi italiani fu anche prolifico autore di storia militare.

## Opere principali
- I cacciatori delle Marche;
- Gli ultimi telegrammi del Governo Pontificio;
- Il capitano Zannatelli dei Volontari Pontifici;
- L'Alzani e Garibaldi;
- La campagna estera Garibaldina;
- La fine dell'esercito pontificio;
- La campagna delle Marche e dell'Umbria, Ufficio Storico del Ministero della Guerra, Roma 1923;
- La legione ungherese in Italia;
- pubblicò inoltre su Nuova Antologia il saggio I canti del soldato tedesco, 1915.
- La fine dell'Esercito Pontificio Roma Stab. per l'Amministrazione della guerra, 1920.